# Laulaste
Laulaste este o arie protejată (arie specială de conservare — SAC, sit de importanță comunitară — SCI) din Estonia întinsă pe o suprafață de 1.066 ha, integral pe uscat.

## Localizare
Centrul sitului Laulaste este situat la coordonatele 57°58′40″N 24°32′14″E / 57.9779°N 24.5372°E.

## Înființare
Situl Laulaste a fost declarat sit de importanță comunitară în aprilie 2004 pentru a proteja 3 specii de animale. Situl a fost protejat și ca arie specială de conservare în decembrie 2005.

## Biodiversitate
Situată în ecoregiunea boreală, aria protejată conține 3 habitate naturale: Cursuri de apă de la nivel de câmpie la nivel montan, cu vegetație Ranunculion fluitantis și Callitricho-Batrachion, Taiga vestică, Păduri caducifoliate de mlaștină fino-scandinave.
La baza desemnării sitului se află mai multe specii protejate:
- mamifere (1): vidră de râu (Lutra lutra)
- nevertebrate (1): Unio crassus
- pești (1): Lampetra fluviatilis

Pe lângă speciile protejate, pe teritoriul sitului au mai fost identificate 1 specie de plante, 1 specie de nevertebrate.